# Gugadaddi, Bijapur
Gugadaddi là một làng thuộc tehsil Bijapur, huyện Bijapur, bang Karnataka, Ấn Độ.